# Tom (rivière)
Pour les articles homonymes, voir Tom.
Le Tom (en russe : Томь) est une rivière de Russie, qui coule en Khakassie et dans les oblasts de Kemerovo et de Tomsk, dans le sud-ouest de la Sibérie. C'est un affluent de l'Ob en rive droite. 

Du point de vue du débit, le Tom est le second plus important affluent de l'Ob, après l'Irtych et avant le Tchoulym et la Sosva du Nord.

## Géographie
Le Tom a une longueur de 827 kilomètres et son bassin couvre 62 030 km2, superficie équivalente à deux fois celle de la Belgique. 
Il prend sa source en Khakassie, dans les montagnes Abakan, prolongement septentrional des monts Altaï, et traverse le bassin houiller du Kouzbass, zone hautement industrialisée, ce qui nuit fortement à la qualité de ses eaux.
La rivière Tom se jette en rive droite dans l'Ob à une cinquantaine de kilomètres au nord-ouest de Tomsk.

## Affluents
Les principaux affluents et sous-affluents du Tom sont d'amont en aval :
- De gauche :
  - le Mras-Sou (Мрас-Су)
  - la Kondoma (Кондома)
    - le Moundybach (Мундыбаш)
      - le Telbès (Тельбес)

    - le Tech (Теш)

  - l'Ouskat (Ускат)
  - l'Ounga (Уньга)
- De droite
  - l'Oussa (Уса)
  - la Verkhniaïa Ters (Верхняя Терсь)
  - la Sredniaïa Ters (Средняя Терсь)
  - la Nijniaïa Ters (Нижняя Терсь)
  - le Taïdon (Тайдон)

## Villes traversées
La rivière Tom arrose les villes suivantes, de l'amont vers l'aval :
- Mejdouretchensk, Myski, Novokouznetsk, Kemerovo, Iourga, Tomsk, Seversk

## Gel et Navigabilité
Le Tom est habituellement pris par les glaces depuis la fin du mois d'octobre ou le début du mois de novembre, et ce jusqu'à la seconde quinzaine d'avril ou la première quinzaine de mai.

En dehors de cette longue période, il est navigable sur 75 kilomètres en amont de sa confluence avec l'Ob jusqu'à la ville de Tomsk, à une altitude de 69 mètres. Cependant lorsque le niveau des eaux est suffisant, le trafic fluvial s'effectue jusqu'à la grande ville de Novokouznetsk, à 580 kilomètres de son point de confluence et 192 mètres d'altitude.

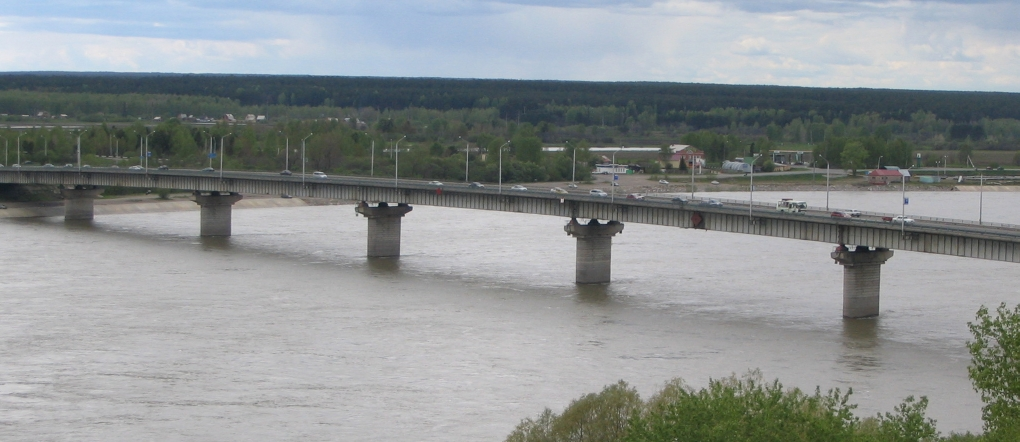
Pont sur le Tom à Tomsk.

## Hydrologie

### Hydrométrie - Les débits à Tomsk
Le débit de la rivière a été observé pendant 49 ans (au long de la période 1936 - 1990) à Tomsk, chef-lieu de l'oblast de même nom, situé à quelque 75 kilomètres de son confluent avec l'Ob. 
À Tomsk, le débit annuel moyen ou module observé sur cette période était de 1 043 m3/s pour une surface de drainage d'environ 57 000 km2, soit approximativement 92 % de la totalité du bassin versant de la rivière qui en compte 62 030. La lame d'eau d'écoulement annuel dans le bassin se montait de ce fait à 577 millimètres, ce qui peut être considéré comme très élevé dans le bassin de l'Ob, et résulte de l'abondance des précipitations dans la partie méridionale de son bassin (Monts Abakan - Monts Saïan).
Les hautes eaux se déroulent au printemps et au début de l'été, du mois d'avril au mois de juin, ce qui correspond au dégel et à la fonte des neiges du bassin. Dès le mois de juin, le débit baisse fortement, mais reste assez confortable tout au long du reste de l'été et de l'automne. Un net rebond, de moyenne ampleur, a lieu aux mois d'octobre et de septembre, et est lié aux précipitations automnales ainsi qu'à la moindre évaporation en cette saison. 

À partir du mois de novembre, le débit de la rivière baisse à nouveau, ce qui mène à la période des basses eaux ou étiage annuel. Celui-ci a lieu de décembre à mars inclus. 
Le débit moyen mensuel observé en mars (minimum d'étiage) est de 135 m3/s, soit 3 % du débit moyen du mois de mai (4 522 m3/s), ce qui montre l'amplitude très importante des variations saisonnières. Sur une durée d'observation de 80 ans allant de 1918 à 2000, le débit mensuel minimal a été de 64,2 m3/s en mars 1970, tandis que le débit mensuel maximal s'élevait à 8 140 m3/s en mai 1930, soit l'équivalent du débit moyen de la Volga en fin de parcours à Volgograd.
En ce qui concerne la période estivale, la plus importante car libre de glaces (de mai à octobre inclus), le débit minimal observé sur cette même période, a été de 171 m3/s en août 1974.

### Les précipitations à Tomsk
Le total annuel des précipitations relevées à Tomsk est de 554 millimètres. La période la plus arrosée est l'été (de juin à août).

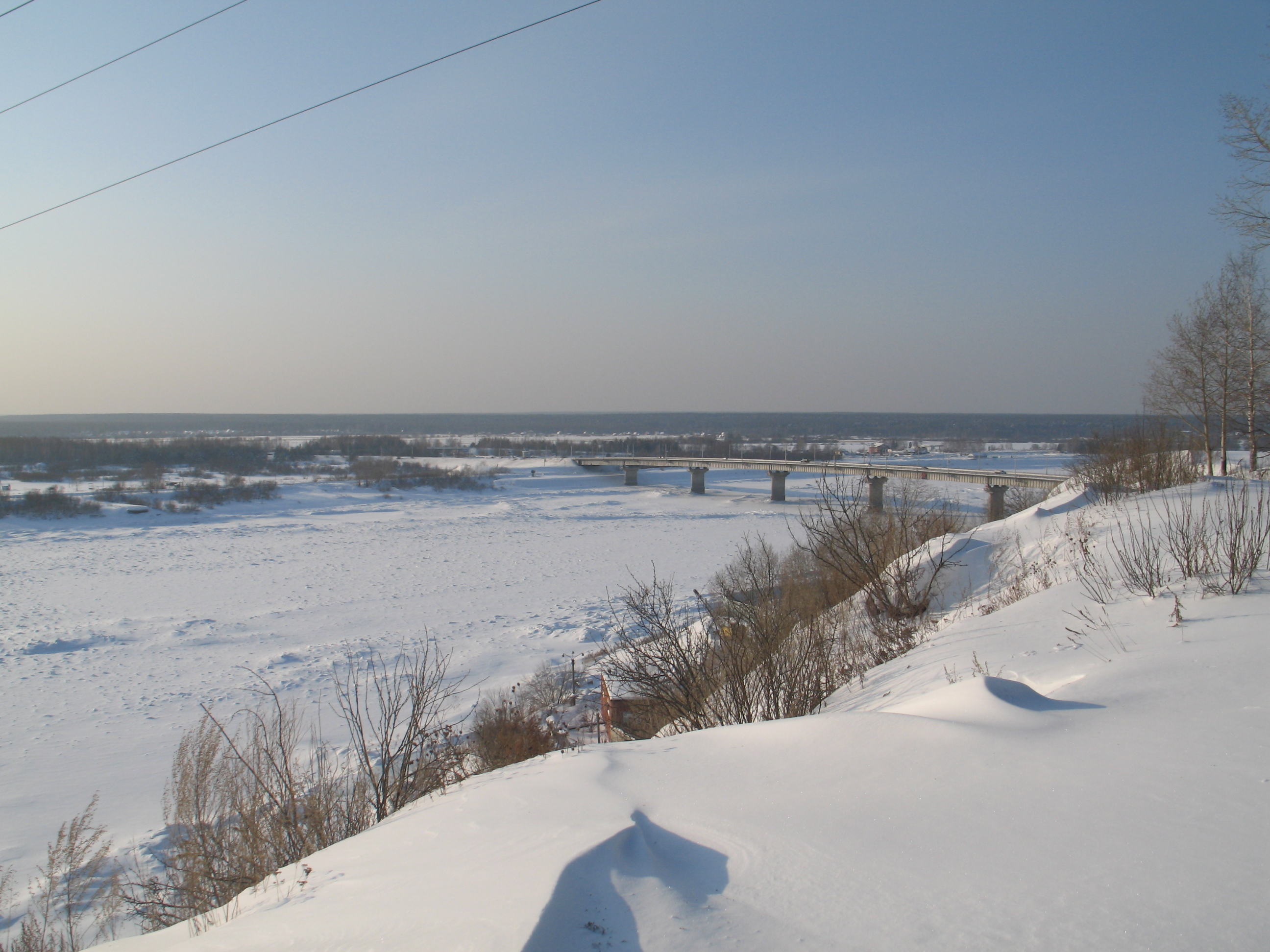
Vue du Tom pris par les glaces à Tomsk.

Précipitations mensuelles moyennes relevées à Tomsk (en millimètres)

## Problèmes écologiques
Le bassin industriel du Kouzbass, qui est le plus grand bassin houiller de Russie et l'un des principaux centres métallurgiques et chimiques du pays, est traversé par le Tom qui, avec ses affluents, draine la totalité de cette région. La situation environnementale y est compliquée, voire critique. Elle résulte du développement important de plusieurs activités industrielles comprenant l'extraction de la houille et le traitement des minerais ferreux et non ferreux. L'important développement démographique et urbain, associé à ces activités industrielles ainsi que le manque de mesures environnementales ont causé une pollution importante de l'air, des sols et des eaux. 
Dans l'oblast de Kemerovo, la région la plus densément peuplée et industrialisée de toute la Sibérie, certains secteurs de la rivière Tom et de ses affluents sont ainsi gravement contaminés.